# Ensemble Noisten
Das Ensemble Noisten wurde 1999 in Nordrhein-Westfalen vom Klarinettisten Reinald Noisten gegründet. Es spielt nicht nur traditionelle und jazzige Klezmer-Musik, sondern hat es sich zur Aufgabe gemacht, jüdische Musik durch Improvisation und Eigenkompositionen weiterzuentwickeln.
Das Ensemble arbeitete daher am Projekt Klezmer trifft Sufi, einer Verbindung von jüdischer mit islamischer Musik einschließlich Tanz. Eine erste Aufführung fand am 19. Juni 2005 beim Festival Kemnade International in der Hattinger Wasserburg Haus Kemnade statt.
Ein weiteres Konzept ist die Verbindung von Musik und Lyrik-Rezitationen in Zusammenarbeit mit Schauspielern wie Hannelore Hoger und Nina Hoger. Eine Aufnahme erschien 2008 im Handel. Darin werden Gedichte von Else Lasker-Schüler musikalisch begleitet.
Der Gitarrist Helmut Sanftenschneider wurde 2009 durch Claus Schmidt ersetzt.

## Diskografie
- 2000: Kolomeika
- 2003: Good Morning, Mrs. G.
- 2005: Anständige Leute
- 2008: Else Lasker-Schüler – Tiefer beugen sich die Sterne, Griot Hörbuch Verlag, Stuttgart, ISBN 978-3-941234-00-0. Ausgezeichnet von der hr2   Hörbuchbestenliste
- 2013: Curry auf Oliven
- 2017: Tanz Jerusalem. Unsere Lieder auf deinen Lippen, mit Nina Hoger und Felix von Manteuffel, Griot Hörbuch Verlag, Stuttgart, ISBN 978-3-95998-015-9